# Anomalohimalaya cricetuli
Anomalohimalaya cricetuli är en fästingart som beskrevs av Teng och Huang 1981. Anomalohimalaya cricetuli ingår i släktet Anomalohimalaya och familjen hårda fästingar. Inga underarter finns listade i Catalogue of Life.